# 開成 (僧)
開成（かいじょう、神亀元年（724年） - 天応元年10月4日（781年10月25日）は、奈良時代の僧。父は光仁天皇で、桓武天皇の庶兄。摂津国勝尾寺の開基と伝えられる。一般には開成皇子と称されることが多い。
765年（天平神護元年）宮中を出て勝尾山に入って禅居し、善仲・善算の二人の師に出会って出家・受戒した。両師の発願した大般若経書写の遺志を継ぎ、八幡大菩薩の加護を受けて6年の歳月をかけて完成させたという。勝尾山中にその経を安置する道場を建立し、弥勒寺（勝尾寺）と号したという。
781年（天応元年）に58歳で没し、摂津国の勝尾寺裏の最勝ヶ峰山頂（現・大阪府箕面市の明治の森箕面国定公園内）に葬られた。墓は現在「開成皇子墓」として宮内庁管理となっている。